# Oran Airport
Oran Airport är en flygplats i Argentina. Den ligger i den norra delen av landet, 1 400 km norr om huvudstaden Buenos Aires. Oran Airport ligger 356 meter över havet.
Terrängen runt Oran Airport är platt. Närmaste större samhälle är San Ramón de la Nueva Orán, 1,8 km norr om Oran Airport.
I omgivningarna runt Oran Airport växer i huvudsak lövfällande lövskog. Runt Oran Airport är det glesbefolkat, med 11 invånare per kvadratkilometer.